# Ljubomir Simović
Ljubomir Simović (in serbo Љубомир Симовић?; Užice, 2 dicembre 1935 – Belgrado, 17 aprile 2025) è stato uno scrittore jugoslavo di etnia serba. Fu membro dell'Accademia serba delle scienze e delle arti.

## Opere
- Elegie slave, 1958
- Elmi, 1967
- La sposa di Hasan aga, 1974
- Miracolo a Šargan, 1975
- Vista su due acque, 1980
- Pane e sale, 1985
- La città più alta, 1990
- Ago e filo, 1992